# Gyratrix hermaphroditus
Gyratrix hermaphroditus una espècie de platihelmint de l'ordre dels rabdocels que conté diversitat críptica, i probablement consta de diverses espècies germanes.